# Музыкальный автомат

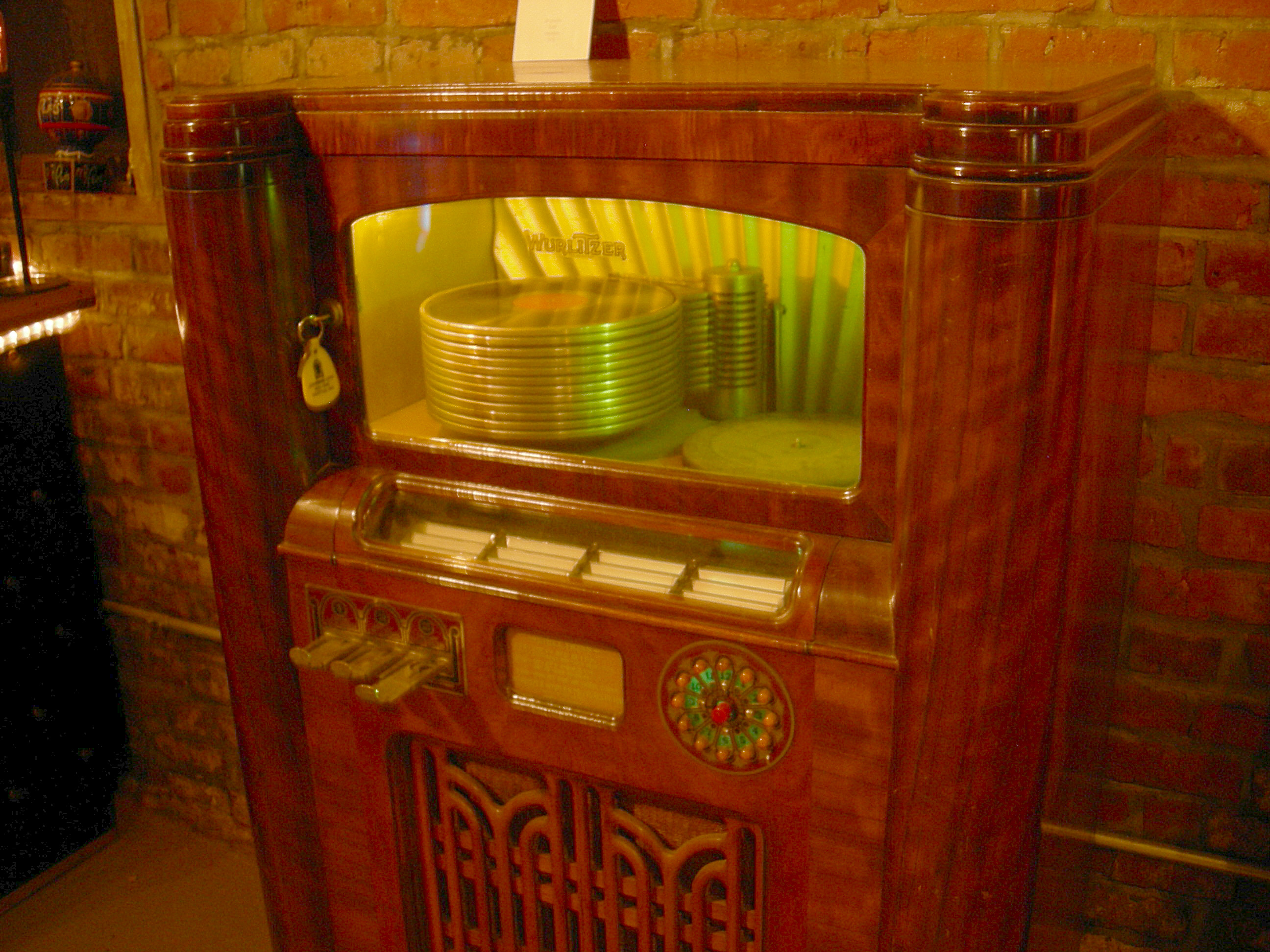
Музыкальный автомат «Вурлитцер», модель 1936 года. Рассчитан на репертуар из 12 грампластинок на 78 об/мин.

Музыкальный автомат — электромеханический аппарат для автоматического воспроизведения музыкальных граммофонных пластинок. Классический механизм состоит из проигрывателя, усилителя, громкоговорителя и устройства для автоматического выбора грампластинки. Приводится в действие монетой или жетоном. Другие названия музыкального автомата: «автоматический фонограф», «никельодеон» (англ. nickelodeon), «джук-бокс» (англ. juke box). 
Музыкальные автоматы устанавливаются, как правило, в кафе, барах, ресторанах, танцевальных клубах и других местах отдыха. Немаловажной чертой музыкального автомата является его привлекающий внимание стильный дизайн. Период расцвета музыкальных автоматов во всём мире пришёлся на 1930—1960-е годы. Современные музыкальные автоматы могут проигрывать компакт-диски или воспроизводить музыку с жёсткого диска.

## Термин «джук-бокс»
Английское слово «джук» известно с XIX века и восходит к диалекту галла — на нем говорили привезённые из колоний во времена королевы Виктории рабы. Приблизительно перевести его можно как «беспорядочный» или «дурной», а в разговорной речи рабов оно часто употреблялось в значении «секс». Впоследствии, как и в случае со словом рок-н-ролл, глаголом «to juke» стали называть процесс танца.
В XX веке в США непристойное толкование слова отступило и оно стало означать также «беспорядок или жуть»; «джук-хаус» (англ. juke house) — говорили американские негры, описывая бардак в доме. Когда появились закусочные «только для чёрных», расположенные рядом с хлопковыми полями, их прозвали «джук-джойнт» (англ. juke joint). В них играли, соответственно, «джук-банды» (англ. juke-bands) — музыкальные ансамбли из чернокожих музыкантов. Затем на смену музыкантам пришёл музыкальный автомат — «джук-бокс».
Распространение термина шло неравномерно. Например, когда в 1937 году фирма «Вурлитцер» получила заказ из Техаса на аппарат под названием «джук-бокс», то в офисе долго гадали, что это такое, пока не сообразили, что заказчик хочет «автоматический фонограф».

## История создания
Над созданием записывающего и воспроизводящего музыку устройства работал еще Томас Эдисон. Фонограф был представлен им на выставке в Париже в 1889 году. В том же году Луис Гласс запатентовал комбинацию этого аппарата с монетоприёмником, и началось массовое производство первых музыкальных автоматов. Первоначально они воспроизводили простые двухминутные записи, но вскоре были усовершенствованы до устройств, предлагающих клиенту множество записей на выбор. В 1910 году на смену цилиндру пришла граммофонная пластинка.
Первые музыкальные автоматы были центрами притяжения на ярмарках, городских праздниках, танцплощадках. Вскоре их стали использовать для привлечения клиентов владельцы баров и кафе. Рост спроса стимулировал предложение: в 1933 году, появился Wurlitzer P10, рассчитанный на 10 грампластинок.
Всплеск популярности джукбоксов пришелся на послевоенные годы, когда людям, уставшим от разрухи и тяжелой работы, хотелось отдыха и веселья. Благо, новая модель Wurlitzer 1015 была куда удобнее и приятнее в обращении: 24 пластинки, светомузыка, эффект «бегущих пузырьков».
В 60-е — 70-е годы в ресторанах устанавливались аппараты с дистанционным селектором (самая известная модель — Seeburg 3W1). На выбор клиенту предлагалось 160 (Wurlitzer) или 200 (Seeburg) композиций. В эти годы появилось огромное количество внешних декоративных эффектов, но принцип работы джукбокса оставался прежним.
Всё изменилось с приходом 80-х и появлением компакт-дисков. В 1986 году была выпущена модель «One More Time» фирмы Wurlitzer. В дальнейшем был налажен выпуск цифровых моделей, которые проигрывали мелодии, используя Интернет или собственный протокол передачи.
В современном музыкальном автомате находится компьютер, который хранит несколько тысяч музыкальных треков, проигрывает видео и караоке, позволяет задавать индивидуальные программы воспроизведения и стоимости.

## Изготовители в США

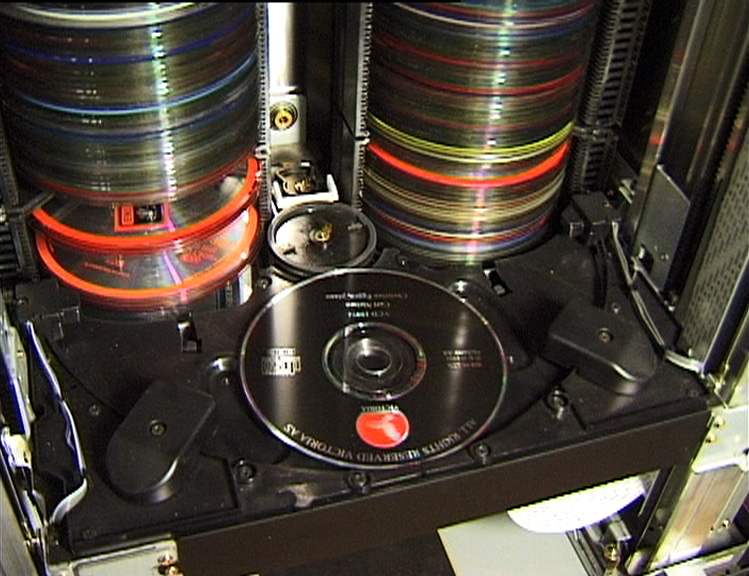
Механизм автомата, рассчитанный на компакт-диски

В США один из самых популярных джук-боксов — это, наверное, «Вурлитцер 1015» выпуска 1946 года или «Бабблер», что в переводе с английского означает «Пузырек». Он имел репертуар из 24 грампластинок на 78 об/мин. Сегодня похожую модель фирма производит под названием «One More Time», и на ней можно проигрывать компакт-диски.

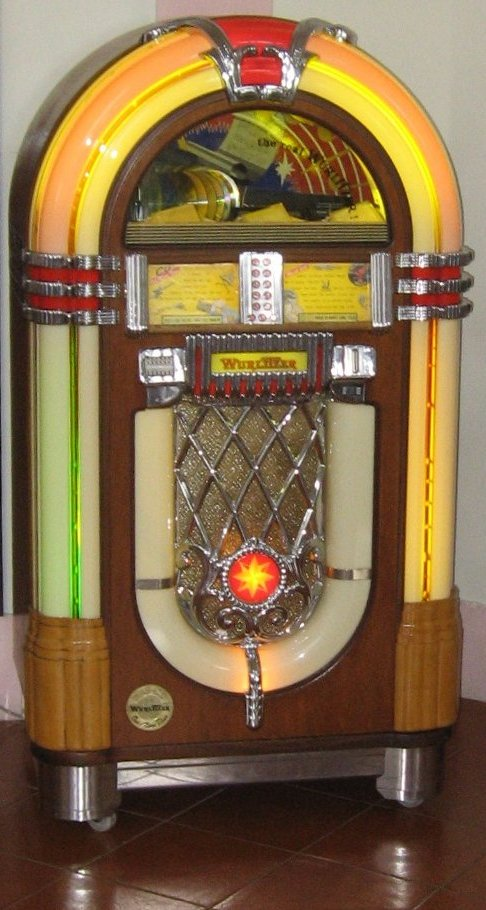
Музыкальный автомат
«Вурлитцер 1015»

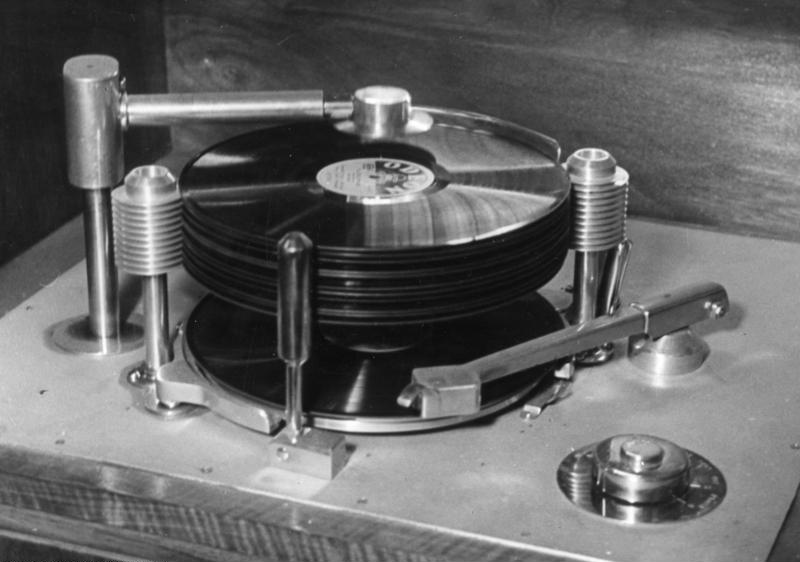
Механизм автомата, рассчитанный на грампластинки

Компания «Вурлитцер» была основана германским эмигрантом Рудольфом Вурлитцером. В США он открыл магазины во всех крупных городах, и стал продавать музыкальные инструменты. В 1896 году фирма представила на рынок «Тонофон» — механическое пианино, приводимое в действие с помощью монет.
В начале 1930-х годов эта фирма купила патент на механизм «мьюзик-бокс», и привлекла к сотрудничеству его создателя Гомера Кейпхарта и дизайнера Пола Фуллера, который и разработал дизайн «Пузырька». В 1946—1947 годах было произведено 56000 этих машин, и они были распроданы за 18 месяцев.
Считается, что 1930-е годы — это золотой век джук-бокса. Для посетителя ресторана или бара стало привычным наличие там симпатичной тумбочки, из которой звучит музыка.
Вторая по популярности фирма «Рок-Ола» была основана канадцем Дэвидом Роколой. Он начинал свой бизнес с производства игровых автоматов пинбол, а в 1936 году перешёл на джук-боксы.
После войны популярность завоевала фирма «Сибург», основанная в начале 1920-х годов шведом Джастисом Сибургом. Первым джук-боксом этой фирмы стала в 1928 году модель «Аудиофон». Через несколько лет появилась новая модель, но дизайнерские разработки не приводили к желаемому результату, и фирма начала угасать, пока правление не взял в свои руки сын Сибурга, Ноэль.
Будучи удачливым бизнесменом, он поставил фирму на ноги и выпустил в первой половине 1940-х годов несколько удачных моделей. В 1949 году «Сибург» произвёл революцию, представив модель «М100А», которая могла проигрывать обе стороны 50 пластинок; другими словами это был первый в мире 100-песенный джукбокс. В 1950 «Сибург» сделал первый джук-бокс для сорокопяток, а в 1955 представил первый автомат на 200 песен. Данный производитель выпускал в т.ч. автоматы с выносными компактными настенными пультами для выбора композиций, там же располагались монетоприёмник и колонки. Пользователю казалось, что пульт — это и есть малогабаритный музыкальный автомат, тогда как настоящий автомат с громоздкой механикой и ламповым усилителем располагался в подсобном помещении.
Производство музыкальных инструментов Wurlitzer было основано в Цинциннати, Огайо; позднее The Rudolph Wurlitzer Company располагалась вНорт-Тонаванде, Нью-Йорк.
Так называемая Большая Четвёрка производителей музыкальных автоматов включает в себя компанию AMI (Automatic Musical Instrument), которая с 1911 года имела штаб-квартиру и фабрику в Гранд-Рапидс, Мичиган.

## Изготовители в Европе
Швейцарская фирма «Derac» из города Мюртен начала производство джук-боксов марки «Шанталь» в 1954 году. Первая модель была рассчитана на репертуар из 100 грампластинок — это был первый в мире 200 песенный джук-бокс.
Следующая модель под названием «Шанталь Панорамик» или «Метеор» была разработана владельцами фирмы «Derac» дизайнером Андрэ Дериазом и инженером Жан Фуфунисом. Дизайн «Метеора» был запатентован 10 апреля 1959 года. Затем патент был продлен в 1964 году (сроком до 1969 года), и в течение этого времени модель выпускалась несколькими компаниями-производителями. Во-первых, это швейцарская фирма «Derac» начавшая производство «Метеора» в 1959 году, затем французская фирма «Société des Electrophones Météore» и английская «Frenchy Produts Co.» Есть также сведения о производстве этой модели в Италии. Производили «Метеор» с небольшими вариациями, но основной дизайн сохранялся.

## Музыкальные автоматы в СССР

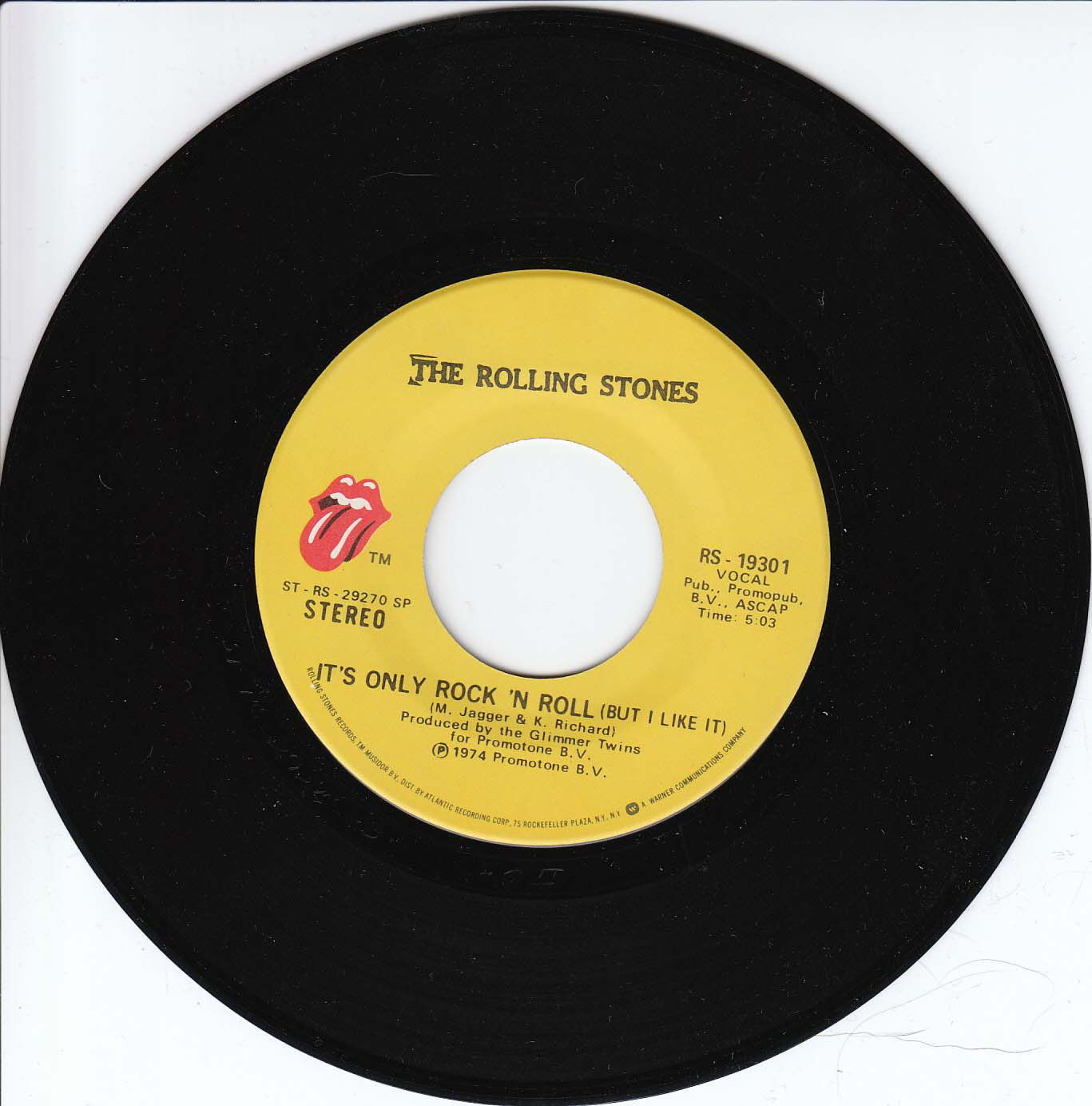
Грампластинка-миньон с большим отверстием для музыкального автомата

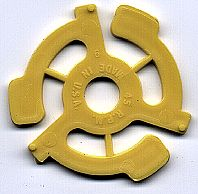
Вставка позволяет проигрывать пластинку на обычном проигрывателе

До революции в России были очень популярны механические «шкафы», в которых музыка записывалась на перфоленту или диск с насечками. Механизм такого аппарата был, по сути, аналогичен механизму музыкальной шкатулки. Зачастую эта «немецкая музыка», как её прозвали в те годы, устанавливалась в трактирах и считалась верхом роскоши, поскольку были очень дороги.
В СССР в 1960—1970-е годы можно было встретить импортные автоматы. В первую очередь это модель «Meloman» производства польской фирмы «Unitra Fonica» (Łódzkie Zakłady Radiowe), благодаря которому в СССР джукбоксы стали называть «меломанами», и польская модель «Fonica». В автоматах Meloman моделей M-122 и M-123 применён усилитель на лампах: GZ34 — кенотрон, ECC82 — предварительный дифференциальный усилитель, две ECC83 — катодный повторитель и усилитель напряжения, а также фазоинвертор, две EL34 — двухтактный выходной каскад мощностью в 15 Вт.
Всесоюзная фирма грамзаписи «Мелодия» выпускала грампластинки-синглы с большим отверстием и примечанием: «для музыкальных автоматов „Меломан“».
Грампластинки на 45 об/мин для музыкальных автоматов как правило выпускались со специальными вставками в середине. Такая вставка позволяет слушать пластинку на обычном проигрывателе, а без вставки её можно использовать в музыкальном автомате. Синглы со вставками производились в восточной Европе чешским лейблом «Supraphon», восточно-германским «Amiga», венгерским «Qualiton». Часть тиража таких грампластинок выпускалась с надписями на русском языке.
«Меломан» можно увидеть в кинофильме «Единственная», «100 грамм для храбрости», «Приключения Калле сыщика» (эпизод первой серии, когда Ева-Лотта поёт в кафе). Данная модель «Меломан 120» производилась в 1960-х годах польской фабрикой «Фоника» из города Лодзь.
В 1973 году в СССР был разработан настенный "магнитофон-автомат" модели "Комета-211" (с возможностью воспроизводить музыкальные записи продолжительностью до 12 часов 40 минут).
Музыкальный автомат можно также увидеть в эпизоде «Достукался» киножурнала «Ералаш» (1987), где на пластинке в момент её переноса из хранилища в механизм можно разглядеть логотип Amiga.
Музыкальный автомат того времени (либо стилизованный под него) можно также увидеть в клипе группы «Браво» на песню «Московский бит».
Встречаются «Меломаны» и в современном кино, например, модель M-120-M показана в финском фильме 2002 года «Человек без прошлого».

## Современные музыкальные автоматы
Все современные музыкальные автоматы, производимые на территории России, можно классифицировать по нескольким параметрам:
- по наличию акустики: есть встроенная акустика \ подключается к внешней
- по материалу корпуса: металл (антивандальный) \ прочее (дерево, пластик, МДФ, ДВП…)
- по типу установки: напольный \ настенный \ на барную стойку
- по способу ввода данных: кнопочный \ сенсорный

Программное обеспечение делится на онлайн и офлайн версии:
- онлайн — централизованная статистика работы аппарата видна в интернет-разделе сайта, подключение при помощи GPRS-модема;
- офлайн — статистика работы видна только в администраторском разделе на автомате

|                                           |                            |                       |                               |                                 |                                          |           |
| Музей музыкальных автоматов в Техасе, США | «Филбен», модель «Маэстро» | «Сибург», модель 1004 | «Вурлитцер», модель 1936 года | «Nyx» «Arion», модель 1998 года | «Playbox» «Саундкрафт», модель 2011 года | «Рок-Ола» |